# Yoshiko Yoshiizumi
Yoshiko Yoshiizumi (jap. 吉泉賀子, Yoshiizumi Yoshiko, geb. Kasai, * 4. November 1980 in Otaru) ist eine ehemalige japanische Skispringerin.

## Werdegang
Ihr internationales Debüt gab Yoshiizumi beim FIS-Ladies-Grand-Prix 1999. Dabei erreichte sie nach fünf Platzierungen unter den besten zehn am Ende den 7. Platz in der Gesamtwertung. Am 8. Februar 2005 gab sie ihr Debüt im Skisprung-Continental-Cup. Da sie dabei in allen Springen, die sie bestritt in die Punkteränge sprang, belegte sie am Ende der Saison 2004/05 den 24. Platz in der Continental-Cup-Gesamtwertung. In der Saison 2005/06 konnte sie ihre Leistungen steigern und belegte am Ende der Saison den 12. Platz in der Gesamtwertung. Es ist ihre bislang beste Platzierung in der Gesamtwertung. In der Saison 2008/09 sprang sie ausschließlich bei Springen in Japan. Erst zum Ende der Saison 2009/10 sprang sie erneut auch in Europa. Sie beendete die Saison auf dem 39. Platz der Continental-Cup-Gesamtwertung.
Am 4. Februar 2012 startete Yoshiizumi beim Springen auf der Aigner-Schanze in Hinzenbach erstmals im Skisprung-Weltcup und belegte den 16. Platz. In der restlichen Saison 2011/12 sprang bei allen absolvierten Wettbewerben unter die besten 30, wodurch sie in der Gesamtwertung 116 Punkte erreichte. Die folgende Saison brachte ihr nur einen einzigen Weltcuppunkt, den sie mit einem 30. Rang in Zaō erzielte.
Seit der Saison 2013/14 startete sie unter ihrem angeheirateten Nachnamen Yoshiizumi.

## Statistik

### Weltcup-Platzierungen
| Saison  | Platz | Punkte |
| ------- | ----- | ------ |
| 2011/12 | 24.   | 116    |
| 2012/13 | 54.   | 001    |
| 2013/14 | 58.   | 007    |

### Continental-Cup-Platzierungen
| Saison  | Platz | Punkte |
| ------- | ----- | ------ |
| 2005/06 | 12.   | 381    |
| 2006/07 | 20.   | 220    |
| 2007/08 | 33.   | 077    |
| 2008/09 | 35.   | 086    |
| 2009/10 | 39.   | 051    |
| 2010/11 | 32.   | 147    |